# Франц Креверат
непознато
Франц Креверат (30. јул 1880 — 25. децембар 1945) био је немачки веслач, учесник Летњих олимпијскимих игара 1900. као члан немачког веслачког клуба Лудвигсхафен из Лудвигсхафена.
На Олимпијским играма 1900. такмичио се у као кормилар немачке екипе у дисцилини четверац са кормиларом. У такмичењу четвераца са кормиларом десило се нешто необично за велика спортска такмичења. Због неслагања такмичара и судија после трка у предтакмичењу одлучено је да се званично одрже две финалне трке тзв. А и Б финале. Победницима финала су подељена два комлета медаља. МОК је касније признао резултате, а тиме и освајаче медаља оба финала. 
Посаду су поред њега чинили Ото Фикајзен, Карл Леле, Ернст Феле и Херман Вилкер. Веслали су у А финалу и освојили бронзану медаљу.